# Дуло
 Тази статия е за род на династията владетели.  За ствол на оръжие вижте Дуло (оръжие).  
Ду̀ло е родът, от който произлизат ранните владетели на прабългарите. Произходът на династията и нейното име не е точно известен; съществуват множество хипотези.
Митичният прародител на рода Дуло е посочен в Именника на българските ханове като Авитохол. Голяма част от историците свързват първите две имена от Именника – Авитохол и Ирник – с Атила и неговия син Ернак. Самият Именник не твърди хунска връзка за прародителя, което не я изключва, както и тази с хунну. По-късно Кубрат, който е първият член на династията известен от историята, основава Стара Велика България, на територията на днешна Украйна. През втората половина на VII век държавата е завладяна и синовете му се разпръсват из Европа със своите орди: Батбаян (Хазария), Котраг (Волга), Кубер (Македония), Аспарух (Долна Мизия) и Алцек (Италия).

## Теории
Въпреки че са предложени множеството теории, значението и произходът на името Дуло и на рода остават неясни. Голямата част от изследователите приемат, че той е от тюркски произход, като е тясно свързан с племената дулу от Западнотюркския хаганат. Независимо че също подкрепя тюркския произход на рода, Питър Голдън счита връзката Дуло – дулу за спекулативна. Друга теория за произхода на Дуло е хунската теория, като самите хуни също дълго време са смятани за тюрки, но това виждане не е безспорно.
Епосът Джагфар Тарихи твърди, че името на рода Дуло идва от митичната река Дулосу в Централна Азия, покрай която основателите на рода живеели. Някои автори допускат, че това е река Талас, която тече в днешен Казахстан и Киргизстан и в чиято долина са намерени некрополи датиращи от края на първото хилядолетие пр.н.е., характеризиращи се с нишови гробове и брахикранни черепи, носещи следи от изкуствена деформация, подобна на тази практикувана от прабългарите. От друга страна в Южен Казахстан, в района на градовете Шимкент, Тараз и Алмати – до днес сред казахите съществува родът „Дулу“, един от основните в района.
Според някои изследвания тотемното животно на рода е вълкът, каквото е и значението на името на първия представител на рода, за чиято идентификация няма спорове – Кубрат. Вълкът е приеман също така и от други степни азиатски народи, като тюрките и монголите, за техен митичен прародител.
Хълм на остров Ливингстън, Антарктида, е кръстен на българската управляваща династия Дуло.

## Владетели от рода Дуло
- Авитохол
- Ирник
- Кубрат
- Батбаян
- Кубер
- Котраг
- Аспарух
- Алцек
- Тервел
- Кормесий
- Севар